# NGC 63
NGC 63は、うお座の渦巻銀河である。NGC 63はニュージェネラルカタログに指定されている。Vバンドの見かけの等級は12.70である。

## 発見
この銀河は1865年にハインリヒ・ルイス・ダレストによって発見された。